# Делба, Владимир Михайлович
Владимир Михайлович Делба — российский и абхазский прозаик, поэт, эссеист, журналист, художник, общественный деятель. Член Русского ПЕН-центра, Союза литераторов России; Союза  художников СССР, Союза художников Абхазии, Международной Федерации художников ЮНЕСКО;  редакционного совета литературного журнала «ЛИФФТ». Лауреат премии имени Фазиля Искандера (2019) и ряда других премий.

## Биография
Родился 24 мая 1946 года в Абхазии, в городе Сухуми.
В 1965—1970 учился  на  художественном  факультете  Московского  Технологического института по специальности  проектирование  интерьеров,  ручное  ковроткачество.
В 1970—1985 гг. работал  по специальности в различных  организациях  Москвы:  институты  “Спортпроект”, “ЦНИИнефтехим”, Художественный  комбинат Управления  общественного  питания  Мосгорисполкома. Сотрудничал с рядом книжных и журнальных издательств Москвы в качестве художника-иллюстратора («Смена», «Советский экран», «Совьет лэнд», «Работница»). Участвовал в различных художественных выставках. В 1985—1992 г.г. возглавлял  Художественно-рекламный комбинат в  городе Гагра,  в  Абхазии.
Публиковался в альманахах, журналах и газетах Абхазии, России и США: в журналах «Искусство Абхазии», «Дружба народов», «Журнал поэтов», «ФлоридаРус», альманахах «Акуа-Сухум», «Словесность», «ЛиФФт», «Российский колокол», в газетах «Республика Абхазия», «Эхо Абхазии», «Литературные известия», «Поэтоград» и др.
Владимир Делба — автор книг «Сухумский стереоскоп» (2012), «Амра, галеон юности моей» (2013), «Тетрис. Синестезия в стиле стакатто-джаз» (2014), «Апсны, обитель души моей…» (2015) и многих других.
Принимал участие в литературных фестивалях «ЛиФФт»; проектах и форумах Ассамблеи народов России и Евразии, проводимых на различных площадках страны, в том числе в Общественной палате, Госдуме.
В 2017 году был награждён Серебряной медалью Евразийского фестиваля фестивалей ЛиФФт.
В 2019 году Владимир Делба был удостоен Международной литературной премии имени Фазиля Искандера.  Торжественная церемония вручения состоялась в Москве 2 декабря в Большом зале Библиотеки искусств имени Боголюбова.
В 2021 году Президент Республики Абхазия Аслан Бжания наградил писателя Владимира Делба орденом «Ахьдз-Апша» III степени, за заслуги в области литературы и искусства, за активную общественно-политическую деятельность.
1 марта 2022 года Посольство Республики Абхазия в Российской Федерации поздравило писателя Владимира Михайловича Делба с наградой: медалью «За доблестный труд», награду писателю вручили в Государственной Думе Российской Федерации. 
Владимир Михайлович Делба член Русского ПЕН-центра, Союза литераторов России, Союза писателей XXI века; Союза  художников СССР, Союза художников Абхазии, Международной Федерации художников ЮНЕСКО; Московской абхазской диаспоры и общественной организации «Аламыс»; входит в редакционный совет литературного журнала «ЛИФФТ» (Москва). Дипломант 26-й Московской международной книжной выставки-ярмарки 2013 года. Государственный стипендиат 2014 года в номинации «Выдающийся деятель культуры и искусства России». Победитель Международного конкурса творческих работ «Живая связь времен» 2014 года — 1-е место в номинации «Творческий поиск» (книга «АМРА, галеон юности моей»).

## Творчество
Большая часть произведений Владимира Делба посвящена Абхазии. 

Всякий раз, проходя по памятным местам моей юности, я испытываю смешанное чувство грусти, восхищения и пронзительной ностальгии по былому Сухуми, утонувшему, как былинный град Китеж, в тёмных водах времени. Воспоминания о нём и побудили меня в конце концов взяться за перо. Не знаю, удастся ли мне хоть частично воссоздать на бумаге тот город моего детства, солнечный, уютный, интернациональный, веселый и озорной. Смогу ли рассказать о населявших его удивительных людях… Но попытаться, я уверен, стоит.— Владимир Делба

## Премии и награды
- Серебро Евразийского фестиваля фестивалей ЛиФФт (2017)
- Премия имени Фазиля Искандера (2019)
- Орден «Честь и слава» (Абхазия) (2021)
- Медаль «За доблестный труд» (2022)

## Примечание
1. ↑  Абхазия: Делба об участии в премии Искандера: от Абхазии мало желающих, хотя сам бог велел
2. ↑  Организаторы «ЛиФФт-2018» посетили Абхазию
3. ↑  Новости литературы. В стране: Подведены итоги второго Всероссийского / Международного фестиваля фестивалей ЛиФФт-2017. Дата обращения: 13 июня 2022. Архивировано 27 марта 2019 года.
4. ↑  Владимир Делба стал лауреатом премии имени Фазиля Искандера
5. ↑  Указом Президента Аслана Бжания орденом "АХЬДЗ-АПША" III степени награждён писатель Владимир Делба
6. ↑  Писатель Владимир Делба награждён медалью «За доблестный труд»
7. ↑  Посольство Абхазии в России: Писатель Владимир Делба награждён медалью «За доблестный труд»
8. ↑  Владимир Делба: «Апсны, обитель души моей…»
9. ↑  Журнальный клуб Интелрос «Дружба Народов» №2, 2016 / Владимир ДЕЛБА «Сухумские антики»